# Cagayan

Cagayans läge i Filippinerna

Cagayan är en provins i Filippinerna som är belägen i regionen Cagayandalen. Den har 1 105 200 invånare (2006) på en yta av 9 003 km².
Provinsen är uppdelad i 28 kommuner och 1 stad. Administrativ huvudort är Tuguegarao City.